# Isaac Foot
Isaac Foot (23 février 1880 - 13 décembre 1960) est un homme politique et avocat libéral britannique.

## Jeunesse
Isaac Foot est né à Plymouth, le fils d'un charpentier et d'un entrepreneur de pompes funèbres, et fait ses études à l'école publique de Plymouth et à la Hoe Grammar School, qu'il quitte à l'âge de 14 ans . Il travaille ensuite à l'Amirauté à Londres, mais retourne à Plymouth pour suivre une formation d'avocat. Foot se qualifie en 1902 et en 1903, avec son ami Edgar Bowden, il crée le cabinet d'avocats Foot and Bowden, qui, sous le nom de Foot-Anstey, existe toujours.
Il est membre du Parti libéral et, en 1907, est élu au conseil municipal de Plymouth, dont il reste membre pendant vingt ans, servant comme maire adjoint en 1920 . En tant que maire adjoint, il représente Plymouth aux États-Unis pour les célébrations du tricentenaire du Mayflower .

## Carrière parlementaire
Foot se présente pour la première fois au parlement à Totnes en janvier 1910, perdant face à l'unioniste libéral sortant, FB Mildmay , Il se présente deux fois pour Bodmin, mais échoue. À Plymouth Sutton, lors de l'élection partielle de novembre 1919, il est battu par Nancy Astor, qui devient la première députée britannique à occuper son siège au Parlement et une amie de longue date de Foot.
Foot est élu député de Bodmin lors d'une élection partielle en février 1922, conservant son siège aux élections générales de 1922 et 1923. Il perd son siège en octobre 1924, mais le regagne aux élections générales de 1929, lorsque les libéraux remportent les cinq sièges de Cornouailles . Il occupe le siège jusqu'à ce qu'il perde à nouveau aux élections générales de 1935.
Foot participe à la table ronde sur l'Inde en 1930–31 et sur la Birmanie en 1931 et est également membre du comité spécial sur l'Inde. Sa défense des pauvres du sous-continent lui vaut le sobriquet de «membre des classes dépressives» .
En 1931, il devient secrétaire aux Mines du gouvernement national, mais démissionne l'année suivante pour protester contre les accords protectionnistes d'Ottawa .
Il se présente à deux autres élections, à St Ives en 1937 et à Tavistock en 1945, perdant les deux .

## Après le Parlement
En 1936, il est élu pour siéger au Conseil du Parti libéral . Il est nommé conseiller privé en 1937 .
Foot est vice-président de la Conférence méthodiste (1937-1938) et président du Parti libéral (1947) .
En 1945, il est choisi à l'unanimité comme lord-maire de Plymouth, bien qu'il ne soit pas membre du conseil . Foot est également vice-président des sessions de Cornwall Quarter en 1945 et président de 1953 à 1955, une distinction rarement accordée à un avocat.
L'Université d'Exeter lui décerne le diplôme honorifique de DLitt en 1959 .
Foot construit une bibliothèque de plus de 70 000 livres chez lui près de Callington et se réveillait à cinq heures du matin pour les lire. Dans la vieillesse, il apprend le grec lui-même, afin de lire le Nouveau Testament dans l'original .

## Vie privée
Foot est marié à Eva Mackintosh, fille d'Angus Mackintosh. Eva est décédée en 1946. Foot se remarie à Catherine Elizabeth Taylor, à St Germans en 1951.
Quatre des fils des Foot suivent leur père dans la vie publique.
- Dingle Foot (1905–1978), un libéral, plus tard travailliste, député et solliciteur général.
- Hugh Foot (baron Caradon) (1907–1990), haut diplomate et membre de la Chambre des lords.
- John Foot (baron Foot) (1909–1999), homme politique libéral et pair à vie.
- Michael Foot (1913–2010), député travailliste et plus tard chef du parti travailliste (1980–83).

Les Foots ont également eu deux filles, Margaret et Jennifer, et un autre fils, Christopher, qui s'est engagé dans la pratique du droit de la famille . Le fils de Hugh, Paul Foot, est un éminent journaliste de campagne et activiste politique, étant membre du Parti ouvrier socialiste trotskyste (SWP).